# Hayo Freitag
Pour les articles homonymes, voir Freitag.
Hayo Freitag, né le 19 novembre 1950 à Wilhelmshaven, est un dessinateur, réalisateur, animateur de dessin animé, producteur et régisseur allemand, ayant réalisé des bandes dessinées, plusieurs courts métrages et le remake en long métrage de l'histoire « Les trois Brigands » (Die drei Räuber), d'après le livre illustré éponyme de Tomi Ungerer.

### Livres illustrés
- Das Thier-Buch (« Le livre des animaux », avec Michael Herzog, 1975) ;
- Das Häschenbuch (« Le livre de lapin », 1976) ;
- Kunst der Retusche (« l'art de la retouche », avec Helga Eibl, 1977 ) ;
- Tach, Mao! (« Salut Mao! », avec Helga Eibl, 1977 ) ;
- Heim zum Reim (« Retour à la rime! », avec Jürgen Heer, 1978).

## Filmographie

### Courts métrages
- Mein Bruder (« Mon frère », coproducteur: Jürgen Heer), 1985, gagnait le PRIX POUR LA MEILLEURE ANIMATION à Zagreb 1986;
- Das Pflaumenhuhn (« La Poule aux Prunes »; coproducteur: Michael Schaack), 1998, gagnait le PRIX FRIEDRICH-WILHELM-MURNAU, 1999.

### Développement des séries télévisées
- Loggerheads, 1996;
- Max & Moritz 〈d'après le Max & Moritz livre illustré éponyme de Wilhelm Busch obtenu le prix Erich Kästner Fernsehpreis), 1997;
- Pigs Next Door, avec les voix de Jamie Lee Curtis et John Goodman, 1998;

### Longs métrages
- Werner 1 (comme animateur), 1987
- Werner 4 (comme production designer), 2004
- Felidae d'après Akif Pirincci, (comme réalisateur/animateur de la scène du cauchemar), 1994
- Käpt’n Blaubär – Der Film d'après Walter Moers, 1999, gagnait la LOLA 2000 (le meilleur film allemand)
- Die drei Räuber (Les trois Brigands) d'après Tomi Ungerer, 2007, gagnait le Prix du public 2008 à Annecy